# Arechaga
Arechaga (en euskera y oficialmente Aretxaga) es un despoblado que actualmente forma parte del concejo de Murguía, que está situado en el municipio de Zuya, en la provincia de Álava, País Vasco (España).

## Historia
Barrio del concejo de Murguía desde antiguo.